# Lastreopsis munita
Lastreopsis munita är en träjonväxtart som först beskrevs av Georg Friedrich Kaulfuss och Georg Heinrich Mettenius, och fick sitt nu gällande namn av Tindale. Lastreopsis munita ingår i släktet Lastreopsis och familjen Dryopteridaceae. Inga underarter finns listade.